# David J. Thouless
David J. Thouless (21 tháng 9 năm 1934 – 6 tháng 4 năm 2019) là một nhà vật lý vật chất ngưng tụ người Anh.
Tháng 10 năm 2016, ông đã được Viện Hàn lâm Khoa học Hoàng gia Thụy Điển đã trao giải Nobel Vật lý cùng với hai khoa học người Anh khác: Duncan Haldane và John M. Kosterlitz. Giải Nobel Vật lý năm 2016 vinh danh bộ ba nhà khoa học cho khám phá của họ từ những thập niên 80 của thế kỷ trước. Những khám phá này đã giúp nhân loại mở ra cánh cửa của một thế giới vật chất bí ẩn. Trong đó, mọi thứ có thể tồn tại ở những trạng thái kì lạ, khác hẳn với những gì chúng ta thấy thường ngày.

### Tác phẩm nổi bật
- J. M. Kosterlitz & D. J. Thouless, "Ordering, metastability and phase transitions in two-dimensional systems", Journal of Physics C: Solid State Physics, Vol. 6 pages 1181-1203 (1973)
- D. Thouless, M. Kohmoto, M. Nightingale & M. den Nijs, "Quantized Hall Conductance in a Two-Dimensional Periodic Potential", Phys. Rev. Lett. 49, 405 (1982).
- Topological Quantum Numbers in Nonrelativistic Physics, World Scientific Publishing Co. Pte Ltd, 1998
- The quantum mechanics of many-body systems (Pure and applied physics series), Academic Press, 1972